# Homoky Viktor
Homoky Viktor (Csap, 1978. július 23. –) magyar előadóművész, közoktatási szakértő, fotográfus.

## Életpályája
Zenész-pedagógus családban született. Komolyzenei tanulmányai után érdeklődése a dzsessz és a könnyűzene irányába fordult. Zongora, ének, harmonika, gitár, basszusgitár és fotográfia szakokon folytatott tanulmányokat. A Magyar Zeneművészek és Táncművészek Szakszervezete Stúdiójában Esze Jenő tanítványa. A Jazz tanszak elvégzését követően hangosító képesítést is szerzett. Fotós tanulmányai alatt olyan elismert szakemberektől is tanult, mint Szipál Márton és Jung Zseni.
Előadóművészként több zenekar tagja, de egyéni fellépéseket is vállal. A Mandala Jazz Trio (későbbi Mandala Jazz Quartet) alapítója, később a J.A.M. zenekar, a Boka és a Klikk, a Blokk együttes, a Popdealers, a JAM Showband billentyűse, a Pitypang zenekar, majd a Sandgal együttes basszusgitárosa.
Zeneiskolai tagozatvezető, majd Székesfehérváron művészeti szakgimnázium igazgatóhelyettese, zeneelmélet, zongora és alkalmazott fotográfia tanszakvezető tanára, a Siófoki Művészeti Iskola jazz-basszusgitár, jazz-zongora és jazz-szolfézs tanára.
Az Ellenpont Művészeti Egyesület alapító tagja, elnöke. Az Ellenpont Felnőttképzési Intézmény, a Zeneiskola.hu művészeti magániskola vezetője, oktatója. A Tartalom Egyesület alapító tagja.
A Nemzeti Szakképzési és Felnőttképzési Hivatal és a Magyar Kereskedelmi és Iparkamara megbízásából munkacsoport-vezetőként és tartalomfejlesztő szakértőként részt vesz a dzsessz- és a szórakoztató zenész OKJ, illetve a szakmai képzések tananyagfejlesztésében és a központi követelmények, vizsgatételek kidolgozásában.
Az oktatásért felelős miniszter megbízásából a könnyűzenei szakterület érettségi követelményeinek és tételeinek elkészítő csoport vezetője (Emberi Erőforrások Minisztériuma, Belügyminisztérium, Oktatási Hivatal).
Közoktatási szakmai szakértő (Oktatási Hivatal), OKJ és szakmai vizsgaelnök és vizsgabizottsági tag.
Szakkönyvek és szakmai tartalomelemek szerzője.

## Forrás, külső hivatkozás
- http://www.homoky.hu - Hivatalos oldal
- http://sandgal.hu - Sandgal
- http://www.zeneiskola.hu - Zeneiskola.hu művészeti magániskola - Ellenpont Művészeti Egyesület
- https://www.facebook.com/albaregia.net - Viktor Homoky Photography Facebook
- Ellenpont Felnőttképzési Intézmény Archiválva 2020. február 19-i dátummal a Wayback Machine-ben